# 거창나래학교
거창나래학교는 경상남도 거창군에 있는 공립 특수학교이다.

## 연혁
- 2019년 3월 1일 : 폐교된 옛 마리중학교 부지에 개교[1]